# Campionato internazionale costruttori 1972
Il Campionato internazionale costruttori 1972 è stata la 3ª ed ultima edizione del Campionato internazionale costruttori, dall'anno successivo si tenne il Campionato del mondo rally.

## Risultati

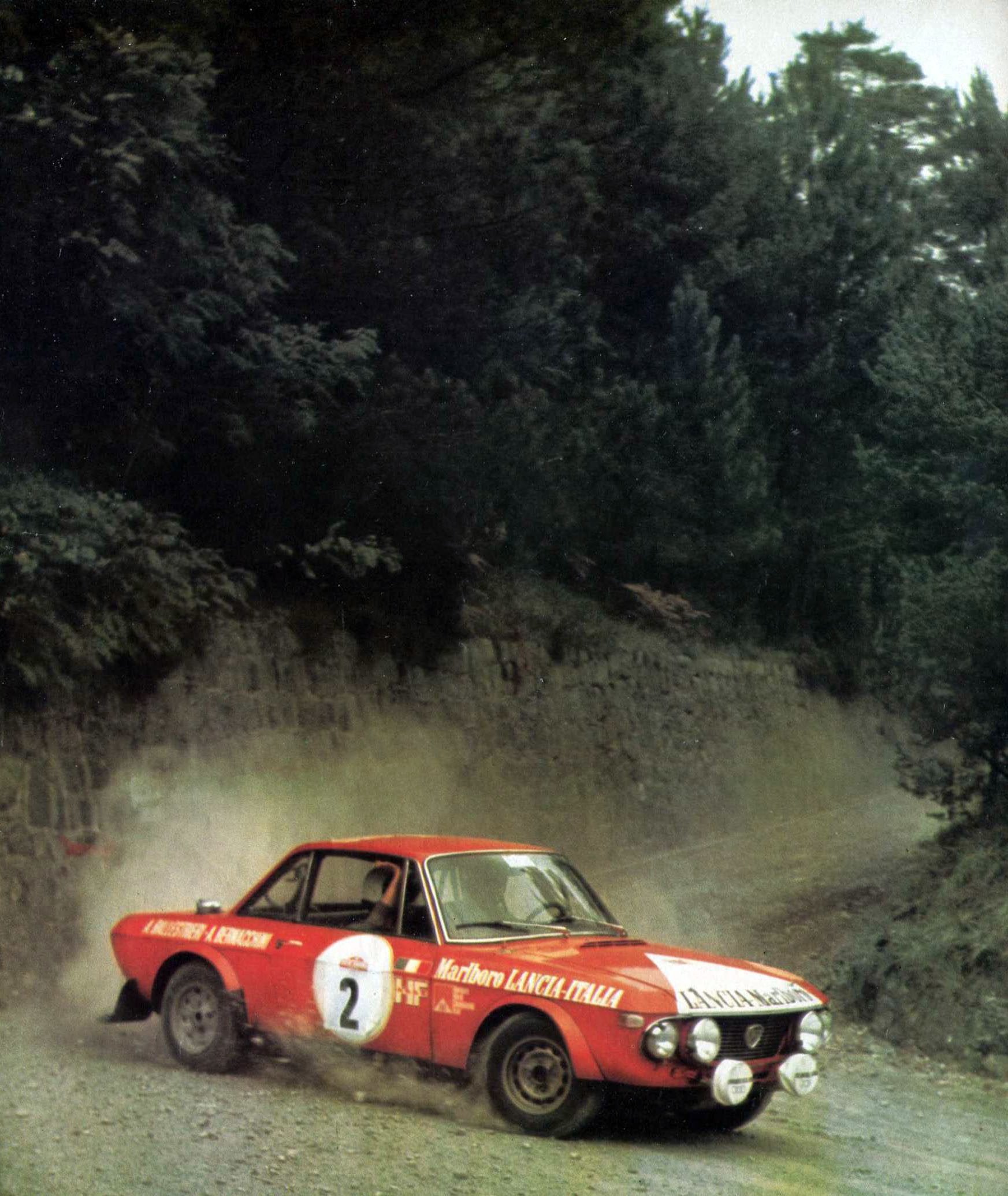
Amilcare Ballestrieri ottiene a Sanremo la terza vittoria stagionale della Fulvia 1.6 Coupé HF Marlboro, contribuendo al primo titolo mondiale di Lancia nei rallye.

| # | Rally                            | Data             | Partiti | Arrivati | Vincitore             | Vettura                    |
| - | -------------------------------- | ---------------- | ------- | -------- | --------------------- | -------------------------- |
| 1 | Rally di Monte Carlo             | 21 - 28 gennaio  | 264     | 24       | Sandro Munari         | Lancia Fulvia 1.6 Coupé HF |
| 2 | Rally di Svezia                  | 17 - 20 febbraio | 91      | 56       | Stig Blomqvist        | Saab 96 V4                 |
| 3 | Safari Rally                     | 30 mar. - 3 apr. | 85      | 18       | Hannu Mikkola         | Ford Escort RS1600         |
| 4 | Rally Internazionale del Marocco | 27 - 30 aprile   | 52      | 6        | Simo Lampinen         | Lancia Fulvia 1.6 Coupé HF |
| 5 | Rally dell'Acropoli              | 25 - 28 maggio   | 98      | 14       | Håkan Lindberg        | Fiat 124 Abarth Rally      |
| 6 | Österreichische Alpenfahrt       | 6 - 8 settembre  | 58      | 8        | Håkan Lindberg        | Fiat 124 Abarth Rally      |
| 7 | Rally di Sanremo                 | 22 - 25 ottobre  | 69      | 13       | Amilcare Ballestrieri | Lancia Fulvia 1.6 Coupé HF |
| 8 | Press-on-Regardless Rally        | 2 - 4 novembre   | 77      | 21       | Gene Henderson        | Jeep Wagoneer              |
| 9 | Rally RAC                        | 2 - dicembre     | 192     | 80       | Roger Clark           | Ford Escort RS1600         |

## Classifica
| #  | Costruttore    | Monaco (bandiera) | Svezia (bandiera) | Kenya (bandiera) | Marocco (bandiera) | Grecia (bandiera) | Austria (bandiera) | Italia (bandiera) | Stati Uniti (bandiera) | Regno Unito (bandiera) | Pt. |
| -- | -------------- | ----------------- | ----------------- | ---------------- | ------------------ | ----------------- | ------------------ | ----------------- | ---------------------- | ---------------------- | --- |
| 1  | Lancia         | 20                | 12                | -                | 20                 | 15                | -                  | 20                | -                      | 10                     | 97  |
| 2  | FIAT           | 3                 | -                 | -                | -                  | 20                | 20                 | 12                | -                      | -                      | 55  |
| 3  | Porsche        | 15                | 15                | 15               | -                  | -                 | 8                  | -                 | -                      | -                      | 53  |
| 4  | Ford           | 8                 | -                 | 20               | -                  | -                 | -                  | -                 | -                      | 20                     | 48  |
| 5  | Saab           | -                 | 20                | -                | -                  | -                 | 12                 | -                 | -                      | 15                     | 47  |
| 6  | Datsun         | 12                | -                 | 8                | -                  | 6                 | -                  | -                 | 15                     | -                      | 41  |
| 7  | Opel           | 2                 | 10                | -                | -                  | 2                 | 6                  | 1                 | -                      | 12                     | 33  |
| 8  | BMW            | -                 | 6                 | -                | -                  | 12                | 4                  | -                 | -                      | -                      | 22  |
| 9  | Jeep           | -                 | -                 | -                | -                  | -                 | -                  | -                 | 20                     | -                      | 20  |
| 10 | Citroën        | -                 | -                 | -                | 15                 | -                 | -                  | -                 | -                      | -                      | 15  |
| 10 | Volkswagen     | -                 | -                 | -                | -                  | -                 | 15                 | -                 | -                      | -                      | 15  |
| 12 | Peugeot        | -                 | -                 | 4                | 8                  | -                 | -                  | -                 | -                      | -                      | 12  |
| 13 | Volvo          | -                 | -                 | -                | -                  | -                 | -                  | -                 | 10                     | 1                      | 11  |
| 14 | Renault        | -                 | -                 | -                | 10                 | -                 | -                  | -                 | -                      | -                      | 10  |
| 15 | Dodge          | -                 | -                 | -                | -                  | -                 | -                  | -                 | 8                      | -                      | 8   |
| 16 | Toyota         | -                 | -                 | -                | -                  | -                 | -                  | -                 | 6                      | 2                      | 8   |
| 17 | Alpine-Renault | 4                 | -                 | -                | -                  | 3                 | -                  | -                 | -                      | -                      | 7   |
| 18 | Alfa Romeo     | -                 | -                 | -                | -                  | -                 | 3                  | -                 | -                      | -                      | 3   |